# Fresh Horses
Fresh Horses — шестой студийный альбом американского кантри-певца Гарта Брукса, выпущенный 21 ноября 1995 года. Диск дебютировал на втором месте американского хит-парада Billboard 200, а также возглавил кантри-чарт Top Country Albums . В итоге он вошёл в десятку лучших дисков 1996 года в США и был сертифицирован как 8-кр. платиновый Американской ассоциацией звукозаписывающих компаний (RIAA). Два сингла с диска («She’s Every Woman» и «The Beaches of Cheyenne») возглавили хит-парад кантри-песен в США (Hot Country Songs).

## Список композиций
1. «The Old Stuff» (Bryan Kennedy, Dan Roberts, Garth Brooks) — 4:12
2. «Cowboys and Angels» (Kent Blazy, Kim Williams, Brooks) — 3:16
3. «The Fever» (Steven Tyler, Joe Perry, Kennedy, Roberts) — 2:40
4. «That Ol' Wind» (Leigh Reynolds, Brooks) — 5:22
5. «Rollin'» (Harley Allen, Reynolds, Brooks) — 4:07
6. «The Change» (Tony Arata, Wayne Tester) — 4:06
7. «The Beaches of Cheyenne» (Roberts, Kennedy, Brooks) — 4:13
8. «It's Midnight Cinderella» (Williams, Blazy, Brooks) — 2:23
9. «She's Every Woman» (Victoria Shaw, Brooks) — 2:53
10. «Ireland» (Stephanie Davis, Jenny Yates, Brooks) — 5:01

## Участники записи
- Mark Casstevens, Leigh Reynolds — акустическая гитара
- Chris Leuzinger, Gordon Kennedy — электрогитара
- Bruce Bouton — гитара
- Rob Hajacos, Jimmy Mattingly — скрипка
- Bobby Wood — фортепиано, орган, клавишные
- Mike Chapman — бас-гитара
- Milton Sledge — ударные, перкуссия
- Sam Bacco — перкуссия
- Trisha Yearwood, Susan Ashton — бэк-вокал

## Позиции в чартах
Fresh Horses дебютировал на 2-м месте в США (Billboard 200), став 7-м лучшим альбомом по итогам всего года, и достиг 1-го места в Top Country Albums, став там 6-м лидером Брукса кантри-чарта. В феврале 2020 года диск Fresh Horses был сертифицирован 8-кр. платиновым Американской ассоциацией звукозаписывающих компаний (RIAA) в США, а в Канаде стал 5-кр. платиновым. Золотой статус диск приобрёл в Великобритании.
| Чарты (1995)                        | Высшая позиция |
| ----------------------------------- | -------------- |
| Австралия (ARIA)                    | 5              |
| Канада (RPM)                        | 7              |
| Канада (Country Albums, RPM)        | 1              |
| Нидерланды (Album Top 100)          | 53             |
| Европа (European Albums, Billboard) | 24             |
| Германия (Offizielle Top 100)       | 55             |
| Ирландия (Billboard)                | 1              |
| Норвегия (VG-lista)                 | 10             |
| Шотландия (Scottish Albums Chart)   | 32             |
| Швейцария (Schweizer Hitparade)     | 35             |
| Великобритания (UK Albums Chart)    | 22             |
| США (Billboard 200)                 | 2              |
| США (Billboard Top Country Albums)  | 1              |

| Чарт (1996)                         | Позиция |
| ----------------------------------- | ------- |
| США (Billboard 200)                 | 7       |
| США (Top Country Albums, Billboard) | 2       |

| Чарт (1997)                         | Позиция |
| ----------------------------------- | ------- |
| США (Top Country Albums, Billboard) | 29      |

| Регион | Сертификация  | Продажи   |
| --- | ------------- | --------- |
| Австралия (ARIA) | Золотой       | 35 000^   |
| Канада (Music Canada) | 5× Платиновый | 500 000^  |
| Великобритания (BPI) | Золотой       | 100 000^  |
| США (RIAA) | 8× Платиновый | 8 000 000 |
| ^ Данные о тиражах приведены только на основе сертификации. · Данные о продажах + прослушиваниях приведены только на основе сертификации. |               |           |

### Синглы
| Год  | Сингл                      | Высшая позиция | Высшая позиция |
| Год  | Сингл                      | US Country     | CAN Country    |
| ---- | -------------------------- | -------------- | -------------- |
| 1995 | «She’s Every Woman»        | 1              | 1              |
| 1995 | «The Fever»                | 23             | 2              |
| 1995 | «The Beaches of Cheyenne»  | 1              | 1              |
| 1996 | «The Change»               | 19             | 8              |
| 1996 | «It’s Midnight Cinderella» | 5              | 2              |
| 1996 | «That Ol' Wind»            | 4              | 3              |

### Другие песни в чартах
| Год  | Сингл           | Высшая позиция |
| Год  | Сингл           | США            |
| ---- | --------------- | -------------- |
| 1995 | «The Old Stuff» | 64             |
| 1995 | «Rollin'»       | 71             |